# Alyssum loiseleurii
Alyssum loiseleurii là một loài thực vật có hoa trong họ Cải. Loài này được P.Fourn. mô tả khoa học đầu tiên năm 1936.